# Lew Hoad
Lewis Alan "Lew" Hoad (23. november 1934 – 3. juli 1994) var en australsk tennisspiller, der igennem sin karriere i 1950'erne vandt fire Grand Slam-singletitler. De tre af dem faldt i året 1956. Blandt hans største konkurrenter var landsmændene Ken Rosewall og Ashley Cooper.

## Grand Slam
Hoads fire Grand Slam-singletitler fordeler sig således:
- Australian Open
  - 1956

- French Open
  - 1956

- Wimbledon
  - 1956 og 1957